# Santa Eulàlia de Tapioles
Santa Eulàlia de Tapioles és una església del municipi de Vallgorguina (Vallès Oriental) inclosa en l'Inventari del Patrimoni Arquitectònic de Catalunya. Ubicada dins del Parc Natural del Montnegre i el Corredor i molt a prop del dolmen de Pedra Gentil, per arribar-hi, cal accedir per l'entrada al parc que hi ha a la carretera de Sant Celoni a Vallgorguina, a uns 2 km. d'aquesta vila.

## Descripció
El conjunt arquitectònic de Santa Eulàlia de Tapioles està format per l'església, el cementiri i una casa. L'edifici religiós és d'una sola nau. Té la façana amb una porta i al damunt un ull de bou. Al costat hi ha un campanar de tres cossos, el primer quadrat, el segon amb arestes que formen un octògon i el tercer amb quatre obertures per a les campanes. El corona un cos de mitja esfera. Està tot en ruïnes. L'església actual és el resultat de les diverses reformes que ha sofert l'edifici al llarg dels segles. La part més antiga que es conserva és l'absis que probablement data del segle xii. La nau és de planta rectangular amb coberta de volta reforçada per quatre arcs torals de totxo. Presenta diferents moments constructius: el més antic correspondria al terç de la volta d'arc apuntat; el segon a la resta de la volta d'arc de mig punt, i l'últim als arc torals i la cripta. La casa que estava adossada al mur de migdia de l'església està en runes.

## Història
L'antiga església de Santa Eulàlia de Tapioles havia estat una cel·la monàstica. Documentada des del 878 en una confirmació del rei franc Lluís el Tartamut que la vincula a la seu de Barcelona com a "cel·la de Sant Genís i Santa Eulàlia de Tapioles", prop de la vila de Pinells, el 986 fou confirmada al monestir de Sant Cugat. La capella, que era en ruïnes el 1373 fou reformada en època barroca, no obstant això conserva l'absis semicircular, bastit amb carreus tallats, de tradició i estructura romàniques.
En un altre document del 1120 es fa referència a l'església de Sant Genís i Santa Eulàlia de Tapioles, però sense referència a cap comunitat. Possiblement al segle xi la va perdre. El 1373 el lloc era deshabitat però l'any 1850, Josep Pradell, propietari de la masia de can Pradell de la Serra va reformar l'edifici donant-li un caire barroc. Va construir el cementiri, el campanar i el coronament de perfil sinuós de la façana principal que actualment no es conserva. Així mateix va decorar els exteriors amb esgrafiats de motius geomètrics que similars els de la masia de can Pradell.